# Gran Risa
Die Gran Risa ist eine Skipiste in Südtirol. Sie befindet sich auf dem Gebiet der Gemeinde Abtei (ladinisch und italienisch Badia) und gehört zur Skiregion Alta Badia in den Dolomiten. Bekannt ist die Gran Risa insbesondere wegen zahlreicher Rennen des Alpinen Skiweltcups.
Auf einer Länge von 1255 Metern überwindet die Piste einen Höhenunterschied von 448 Metern, was einem durchschnittlichen Gefälle von 36 % entspricht. Das Maximalgefälle beträgt 60 %. Der Start befindet sich auf einer Höhe von 1871 m auf dem Piz La Ila, das Ziel in der Ortschaft Stern (ladinisch La Ila, italienisch La Villa) auf 1423 m. Die Piste führt auf ihrer gesamten Länge durch eine Schneise in einem Kiefernwald. Sie gilt als eine der schwierigsten Strecken im Skiweltcup, da sie – neben der Steilheit – wegen ihrer Lage an einem Schattenhang üblicherweise stark vereist ist.
Erstmals wurden 1985 Weltcup-Riesenslaloms der Männer auf der Gran Risa ausgetragen, seit 1990 jedes Jahr (üblicherweise Mitte Dezember). Von 2006 bis 2011 fanden auf der Gran Risa auch Weltcup-Slaloms statt; dabei liegt der Start auf 1625 m. Ab 2015 war die Gran Risa auch Austragungsort von Weltcup-Parallel-Riesenslaloms. Rekordsieger auf der Gran Risa ist Marcel Hirscher, der hier neben sechs Riesenslaloms auch einen Slalom und einen Parallel-Riesenslalom gewinnen konnte.
Langjähriger Präsident des Organisationskomitees ist der ehemalige Skirennläufer Marcello Varallo.

## Podestplatzierungen Herren

### Riesenslalom

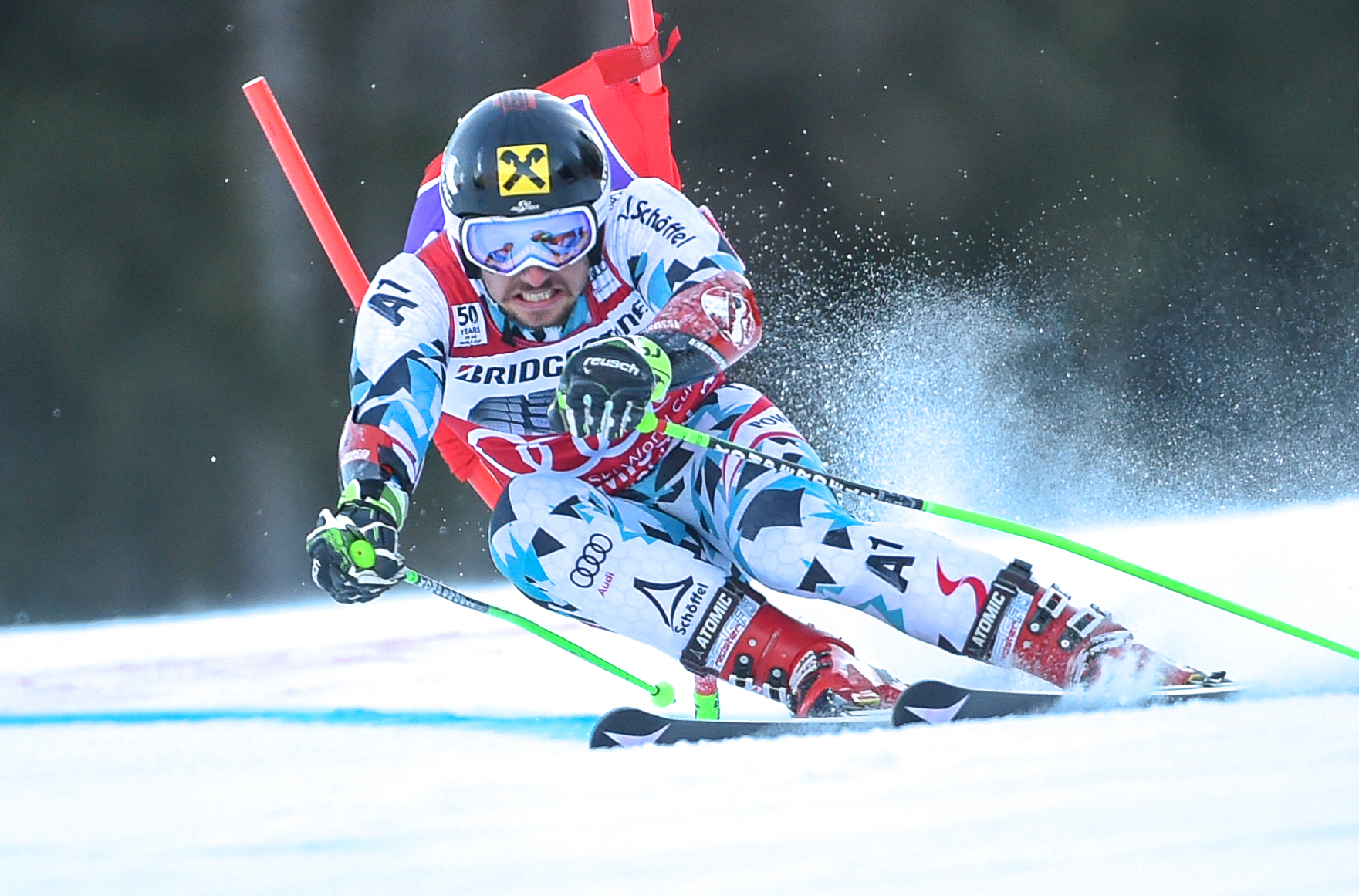
Mit acht Siegen (6× RS, 1× SL, 1× PRS) ist Marcel Hirscher der erfolgreichste Rennläufer auf der Gran Risa

| Saison  | Datum                      | Sieger                     | 2. Platz                   | 3. Platz                      |
| ------- | -------------------------- | -------------------------- | -------------------------- | ----------------------------- |
| 1985/86 | 15.12.1985                 | Ingemar Stenmark           | Hubert Strolz              | Robert Erlacher               |
| 1986/87 | 14.12.1986                 | Richard Pramotton          | Alberto Tomba              | Oswald Tötsch                 |
| 1986/87 | 15.12.1986                 | Joël Gaspoz                | Richard Pramotton          | Markus Wasmeier               |
| 1987/88 | 13.12.1987                 | Alberto Tomba              | Rudolf Nierlich            | Joël Gaspoz Hans Pieren       |
| 1988/89 | Nicht im Weltcup-Kalender. | Nicht im Weltcup-Kalender. | Nicht im Weltcup-Kalender. | Nicht im Weltcup-Kalender.    |
| 1989/90 | 14.01.1990                 | Richard Kröll              | Günther Mader              | Rudolf Nierlich Hubert Strolz |
| 1990/91 | 16.12.1990                 | Alberto Tomba              | Urs Kälin                  | Marc Girardelli               |
| 1991/92 | 15.12.1991                 | Alberto Tomba              | Steve Locher               | Paul Accola                   |
| 1992/93 | 13.12.1992                 | Marc Girardelli            | Alain Feutrier             | Alberto Tomba                 |
| 1993/94 | 19.12.1993                 | Steve Locher               | Alberto Tomba              | Christian Mayer               |
| 1994/95 | 22.12.1994                 | Alberto Tomba              | Urs Kälin                  | Christian Mayer               |
| 1995/96 | 17.12.1995                 | Hans Knauß                 | Michael von Grünigen       | Alberto Tomba                 |
| 1996/97 | 22.12.1996                 | Michael von Grünigen       | Steve Locher               | Matteo Nana                   |
| 1997/98 | 21.12.1997                 | Christian Mayer            | Michael von Grünigen       | Hermann Maier                 |
| 1998/99 | 20.12.1998                 | Michael von Grünigen       | Patrick Holzer             | Andreas Schifferer            |
| 1999/00 | 19.12.1999                 | Joël Chenal                | Hermann Maier              | Rainer Salzgeber              |
| 2000/01 | 17.12.2000                 | Rennen abgesagt.           | Rennen abgesagt.           | Rennen abgesagt.              |
| 2001/02 | 16.12.2001                 | Frédéric Covili            | Michael von Grünigen       | Sami Uotila                   |
| 2002/03 | 22.12.2002                 | Bode Miller                | Davide Simoncelli          | Christian Mayer               |
| 2003/04 | 14.12.2003                 | Kalle Palander             | Davide Simoncelli          | Frédéric Covili               |
| 2003/04 | 21.12.2003                 | Davide Simoncelli          | Kalle Palander             | Bode Miller                   |
| 2004/05 | 19.12.2004                 | Thomas Grandi              | Benjamin Raich             | Didier Cuche Hermann Maier    |
| 2005/06 | 18.12.2005                 | Massimiliano Blardone      | Davide Simoncelli          | François Bourque              |
| 2006/07 | 17.12.2006                 | Kalle Palander             | Bode Miller                | Didier Défago                 |
| 2007/08 | 16.12.2007                 | Kalle Palander             | Benjamin Raich             | Marc Berthod                  |
| 2008/09 | 21.12.2008                 | Daniel Albrecht            | Ivica Kostelić             | Hannes Reichelt               |
| 2009/10 | 20.12.2009                 | Massimiliano Blardone      | Davide Simoncelli          | Cyprien Richard               |
| 2010/11 | 19.12.2010                 | Ted Ligety                 | Cyprien Richard            | Thomas Fanara                 |
| 2011/12 | 18.12.2011                 | Massimiliano Blardone      | Hannes Reichelt            | Philipp Schörghofer           |
| 2012/13 | 16.12.2012                 | Ted Ligety                 | Marcel Hirscher            | Thomas Fanara                 |
| 2013/14 | 22.12.2013                 | Marcel Hirscher            | Alexis Pinturault          | Ted Ligety                    |
| 2014/15 | 21.12.2014                 | Marcel Hirscher            | Ted Ligety                 | Thomas Fanara                 |
| 2015/16 | 20.12.2015                 | Marcel Hirscher            | Henrik Kristoffersen       | Victor Muffat-Jeandet         |
| 2016/17 | 18.12.2016                 | Marcel Hirscher            | Mathieu Faivre             | Florian Eisath                |
| 2017/18 | 17.12.2017                 | Marcel Hirscher            | Henrik Kristoffersen       | Žan Kranjec                   |
| 2018/19 | 16.12.2018                 | Marcel Hirscher            | Thomas Fanara              | Alexis Pinturault             |
| 2019/20 | 22.12.2019                 | Henrik Kristoffersen       | Cyprien Sarrazin           | Žan Kranjec                   |
| 2020/21 | 20.12.2020                 | Alexis Pinturault          | Atle Lie McGrath           | Justin Murisier               |
| 2021/22 | 19.12.2021                 | Henrik Kristoffersen       | Marco Odermatt             | Manuel Feller                 |
| 2021/22 | 20.12.2021                 | Marco Odermatt             | Luca De Aliprandini        | Alexander Schmid              |
| 2022/23 | 18.12.2022                 | Lucas Braathen             | Henrik Kristoffersen       | Marco Odermatt                |
| 2022/23 | 19.12.2022                 | Marco Odermatt             | Henrik Kristoffersen       | Žan Kranjec                   |
| 2023/24 | 17.12.2023                 | Marco Odermatt             | Filip Zubčić               | Žan Kranjec                   |
| 2023/24 | 18.12.2023                 | Marco Odermatt             | Marco Schwarz              | Žan Kranjec                   |
| 2024/25 | 22.12.2024                 | Marco Odermatt             | Léo Anguenot               | Alexander Steen Olsen         |

### Slalom
| Saison            | Datum                      | Sieger                     | 2. Platz                   | 3. Platz                   |
| ----------------- | -------------------------- | -------------------------- | -------------------------- | -------------------------- |
| 2006/07           | 18.12.2006                 | Markus Larsson             | Ted Ligety                 | Ivica Kostelić             |
| 2007/08           | 17.12.2007                 | Jean-Baptiste Grange       | Felix Neureuther           | Ted Ligety                 |
| 2008/09           | 22.12.2008                 | Ivica Kostelić             | Jean-Baptiste Grange       | Benjamin Raich             |
| 2009/10           | 21.12.2009                 | Reinfried Herbst           | Silvan Zurbriggen          | Manfred Pranger            |
| 2010/11           | Nicht im Weltcup-Kalender. | Nicht im Weltcup-Kalender. | Nicht im Weltcup-Kalender. | Nicht im Weltcup-Kalender. |
| 2011/12           | 19.12.2011                 | Marcel Hirscher            | Giuliano Razzoli           | Felix Neureuther           |
| 2012/13 – 2019/20 | 2012/13 – 2019/20          | Nicht im Weltcup-Kalender. | Nicht im Weltcup-Kalender. | Nicht im Weltcup-Kalender. |
| 2020/21           | 21.12.2020                 | Ramon Zenhäusern           | Manuel Feller              | Marco Schwarz              |
| 2021/22 – 2023/24 | 2021/22 – 2023/24          | Nicht im Weltcup-Kalender. | Nicht im Weltcup-Kalender. | Nicht im Weltcup-Kalender. |
| 2024/25           | 23.12.2024                 | Timon Haugan               | Loïc Meillard              | Atle Lie McGrath           |

### Parallel-Riesenslalom
| Saison  | Datum      | Sieger             | 2. Platz             | 3. Platz          |
| ------- | ---------- | ------------------ | -------------------- | ----------------- |
| 2015/16 | 21.12.2015 | Kjetil Jansrud     | Aksel Lund Svindal   | André Myhrer      |
| 2016/17 | 19.12.2016 | Cyprien Sarrazin   | Carlo Janka          | Kjetil Jansrud    |
| 2017/18 | 18.12.2017 | Matts Olsson       | Henrik Kristoffersen | Marcel Hirscher   |
| 2018/19 | 17.12.2018 | Marcel Hirscher    | Thibaut Favrot       | Alexis Pinturault |
| 2019/20 | 23.12.2019 | Rasmus Windingstad | Stefan Luitz         | Roland Leitinger  |

### Kombination
| Saison  | Datum      | Sieger          | 2. Platz       | 3. Platz          |
| ------- | ---------- | --------------- | -------------- | ----------------- |
| 1985/86 | 15.12.1985 | Marc Girardelli | Niklas Henning | Pirmin Zurbriggen |

## Bestenlisten Herren
Aktualisiert am 22. Dezember 2024

### Riesenslalom
|    | Name                  | Sieger | 2. Platz | 3. Platz | Top 3 |
| -- | --------------------- | ------ | -------- | -------- | ----- |
| 1  | Marcel Hirscher       | 6      | 1        | 0        | 7     |
| 2  | Marco Odermatt        | 5      | 1        | 1        | 7     |
| 3  | Alberto Tomba         | 4      | 2        | 2        | 8     |
| 4  | Kalle Palander        | 3      | 1        | 0        | 4     |
| 5  | Massimiliano Blardone | 3      | 0        | 0        | 3     |
| 6  | Henrik Kristoffersen  | 2      | 4        | 0        | 6     |
| 7  | Michael von Grünigen  | 2      | 3        | 0        | 5     |
| 8  | Ted Ligety            | 2      | 1        | 1        | 4     |
| 9  | Davide Simoncelli     | 1      | 4        | 0        | 5     |
| 10 | Steve Locher          | 1      | 2        | 0        | 3     |
| 11 | Bode Miller           | 1      | 1        | 1        | 3     |
| 11 | Alexis Pinturault     | 1      | 1        | 1        | 3     |

### Gesamt
|    | Name                  | Sieger | 2. Platz | 3. Platz | Top 3 |
| -- | --------------------- | ------ | -------- | -------- | ----- |
| 1  | Marcel Hirscher       | 8      | 1        | 1        | 10    |
| 2  | Marco Odermatt        | 5      | 1        | 1        | 7     |
| 3  | Alberto Tomba         | 4      | 2        | 2        | 8     |
| 4  | Kalle Palander        | 3      | 1        | 0        | 4     |
| 5  | Massimiliano Blardone | 3      | 0        | 0        | 3     |
| 6  | Henrik Kristoffersen  | 2      | 5        | 0        | 7     |
| 7  | Michael von Grünigen  | 2      | 3        | 0        | 5     |
| 8  | Ted Ligety            | 2      | 2        | 2        | 6     |
| 9  | Marc Girardelli       | 2      | 0        | 1        | 3     |
| 10 | Davide Simoncelli     | 1      | 4        | 0        | 5     |
| 11 | Steve Locher          | 1      | 2        | 0        | 3     |

## Podestplatzierungen Damen

### Riesenslalom
| Saison  | Datum      | Sieger           | 2. Platz      | 3. Platz           |
| ------- | ---------- | ---------------- | ------------- | ------------------ |
| 1994/95 | 21.12.1994 | Sabina Panzanini | Anita Wachter | Deborah Compagnoni |
| 2003/04 | 13.12.2003 | Denise Karbon    | Nicole Hosp   | Elisabeth Görgl    |

## Bestenlisten Damen

### Riesenslalom
|   | Name               | Sieger | 2. Platz | 3. Platz | Top 3 |
| - | ------------------ | ------ | -------- | -------- | ----- |
| 1 | Sabina Panzanini   | 1      | 0        | 0        | 1     |
| 1 | Denise Karbon      | 1      | 0        | 0        | 1     |
| 3 | Anita Wachter      | 0      | 1        | 0        | 1     |
| 3 | Nicole Hosp        | 0      | 1        | 0        | 1     |
| 5 | Deborah Compagnoni | 0      | 0        | 1        | 1     |
| 5 | Elisabeth Görgl    | 0      | 0        | 1        | 1     |